# ゼラチナス・キューブ
ゼラチナス・キューブ(Gelatinous cube)は、テーブルトークRPG『ダンジョンズ&ドラゴンズ』（D&D）に登場するスライム、すなわち架空の生物である。“ゼラチン状の立方体”という和訳の通り、迷宮の通路をすっぽり塞ぐ四角い形状をしている。

## 掲載の経緯
ゼラチナス・キューブは同じスライム状のモンスターである、オーカー・ジェリーなどと一緒に、ウーズ(Oozes)として紹介されることが多い。
ゼラチナス・キューブが初めて登場したのはオリジナルD&Dのサプリメント『グレイホーク』(1975、未訳)である。そこでは「迷宮では少なくない掃除屋の1つ」と紹介された。
アドバンスト・ダンジョンズ&ドラゴンズ（AD&D）第1版では『Monster Manual』(1977、未訳)に登場。『ドラゴン』124号(1987年8月)にはエド・グリーンウッドによる“ゼラチナス・キューブの生態”特集が組まれた。同誌88号(1984年1月)にはシナリオ“The Ruins of Andril”に登場している。
D&D第2版(クラシックD&D)では『Dungeons & Dragons Basic Set』(1977、81、83)、『Dungeons & Dragons Rules Cyclopedia』(1991)に登場した。日本では83年度版が和訳されている。
AD&D第2版では、『Monstrous Compendium Volume One』(1989、邦題『モンスター・コンベンディウムⅠ』)の“ウーズ、スライム、ジェリー”の欄に、オーカー・ジェリー、グレイ・ウーズ、クリスタル・ウーズ、グリーン・スライムとともに登場し、『Monstrous Manual』(1983、未訳)に再掲載された。
D&D第3版では、『モンスターマニュアル』(2000)にオーカー・ジェリー、グレイ・ウーズ、ブラック・プディングとともにウーズとして登場し、3.5版でも改訂版『モンスターマニュアル』(2005)に登場した。『プレイヤーズ・ハンドブックⅡ』(2006)では、プレイヤーが所属できる組織の1つとして、知性を持ったゼラチナス・キューブである“笑顔”のゴーディンが率いるレステンフォード下水清掃者ギルドが紹介されている。第3版での装備品サプリメント、『Arms And Eguipment Guide』(2004、邦題『武器・装備ガイド』)では、ゼラチナス・キューブを乗騎として扱う奇妙な方法について記されている。
D&D第4版では『モンスター・マニュアル』(2008)にオーカー・ジェリーとともにウーズとして登場している。また、エッセンシャルズのモンスター集、『Monster Vault』(2010、未訳)でも、オーカー・ジェリー、グリーン・スライム、ブラック・プディングと並んで紹介されている。
D&D第5版でも、『モンスター・マニュアル』(2014)にてブラック・プディング、オーカー・ジェリー、グレイ・ウーズとともにウーズとして登場している。

## D&D以外のテーブルトークRPG

### パスファインダーRPG
パスファインダーRPGでは『ベスティアリィ』(2009、未訳)に登場している。
モンスターの詳細を記したサプリメント、『Dungeon Denizens Revisited』(2009、未訳)にはゼラチナス・キューブも掲載されている。

### 13th Age
D&D第4版デザイナー、ロブ・ハインソーとジョナサン・トゥイートによるd20システム使用のファンタジーRPG、13th Ageでは、『13th Age RPG Core Book』(2013、未訳)にて、ブラック・プディング、オーカー・ジェリーとともにウーズとして登場している。

## 生態
ゼラチナス・キューブは迷宮に特化した形で進化したスライムである。彼らは迷宮をぶるぶると震えながらゆっくりと移動し、腐肉やゴミ、草木から生きている者まで何でも取り込み吸収することのみに生きている。金属や石などの無機物は消化できないので、排出するまで体内に留まり続ける。時折、迷宮の財宝を留めている一方で、捕食された犠牲者の骸がそのままの姿で留まってもいる。
原生動物であるゼラチナス・キューブには知性はなく、属性は“真なる中立”である。
典型的なゼラチナス・キューブは体長10フィート(約3m)四方、体重は15.000ポンド(約6.8t)ほどだが、より大きな個体があるとも言われている。ゼラチナス・キューブの体面は透明に等しく、視認することを困難としている。側面はきらきらと光っており、這った後にはねばついた痕跡を残す。
ゼラチナス・キューブは分裂したキューブを片隅に置くことで繁殖する。繁殖したキューブを養育することはなく、母体に再吸収されてしまうこともある。餌が豊富にある環境では彼らは数百年とも数千年とも長きを生息することができる。だが、6ヶ月以上も捕食できずにいたゼラチナス・キューブは徐々にしぼんでいき、その内原形質の膜が維持できなくなり、泡を吹いて溶解してしまう。
戦闘になると、ゼラチナス・キューブは身体をぶつけて相手を体内に包み込み、麻痺の効果がある粘液と酸の分泌で吸収しようとする。偽足を出して殴りつけることもするが、包み込みを優先する。ゼラチナス・キューブは透明に近いので、気付かずに接触してしまうこともあり、その場合は自動的に飲み込まれてしまう。知性のないゼラチナス・キューブには幻術や心理魔法、スリープ（催眠）や麻痺、それに電気の攻撃は効かず、酸の攻撃にも強い。武器攻撃と火炎は通常通りの打撃を与えられる。冷気の攻撃はゼラチナス・キューブの反応を低下させる効果的な手段となる。
ゼラチナス・キューブは壁や天井を登ることができず、また他のウーズのように扉や壁の隙間から抜け出すこともできない。その習性を生かして迷宮の住人はゼラチナス・キューブを部屋に閉じ込めたり、または落とし穴に誘導したりしてゴミ処理場や罠として用いる。
『プレイヤーズ・ハンドブックII』ではなぜか知性を持った“笑顔”のゴーディンなるゼラチナス・キューブが登場し、レステンフォードの街に住む下水清掃者たちを束ねている。彼は体内に取り込んだ人間の首を震わせることによって会話ができる。物騒な街なので首の確保に事欠くことはない。また彼は自分がいかなる理由で知性を得たのかを探索している。
『武器・装備ガイド』ではゼラチナス・キューブに吸収されることなく体内に入り込める、“アミュレット・オヴ・ウーズ・ライディング(Amulet of Ooze Riding／粘体騎乗のお守り)”が登場する。この護符を発動させることによって、魔法の障壁に包まれた状態となり、安全に体内に入り込める。体内に潜り込んだ騎手は問題なく呼吸できるが、キューブの方は騎手の臭いによって嗅覚が使用できなくなる。騎手は体内から障壁を叩いて振動を与えることでキューブを動かすことができる。また、当然ながらキューブから降りたら、自分が捕食されないよう即座に離れなければならない。

## マジック:ザ・ギャザリング
マジック:ザ・ギャザリングでD&D世界を扱った拡張セット、『フォーゴトン・レルム探訪』（2021年）にゼラチナス・キューブは黒カードのクリーチャーとして登場している。